# San Pier d'Isonzo
San Pier d'Isonzo (en friülà, San Pieri dal Lusinç) és un municipi italià, dins de la província de Gorizia. Forma part de la Bisiacaria. L'any 2007 tenia 1.929 habitants. Limita amb els municipis de Fogliano Redipuglia, Ronchi dei Legionari, Ruda (UD), San Canzian d'Isonzo, Turriaco i Villesse.

## Administració
| Període | Identitat        | Partit      |
| ------- | ---------------- | ----------- |
| 2004-   | Claudio Bignolin | Centredreta |